# 22757 Климцак
22757 Климцак (22757 Klimcak) — астероїд головного поясу, відкритий 21 листопада 1998 року.
Тіссеранів параметр щодо Юпітера — 3,282.
Названий на честь Софі Харуни Климцак (Sophie Haruna Klimcak) - фіналістки 2006 р. Discovery Channel серед молоді в галузі ботаніки та зоології